# Estação Villa María
A Estação Villa María é uma das estações do Metrô de Lima, situada em Lima, entre a Estação Pumacahua e a Estação María Auxiliadora. Administrada pela GyM y Ferrovías S.A., faz parte da Linha 1.
Foi inaugurada em 11 de julho de 2011. Localiza-se no cruzamento da Avenida Pachacútec com a Avenida Santa Rosa. Atende o distrito de Villa María del Triunfo.